# Izj
Izh (russisk: Иж; udmurtisk: Оӵ, Otš; tatarisk: Иж/İj) er en flod i Udmurtien og Tatarstan i Rusland, en højre biflod til Kama. Den er 226 km lang (heraf 97 i Tatarstan) og dens afvandingsområde er 8.478 km². Den udspringer nær Goljusjurma i Agryzsky rajon i Tatarstan.
Flodens største bifloder er Agryzka, Chazh, Kyrykmas, Varzinka og Varzi. Flodens afvanding er reguleret. Izjevsk-reservoiret blev konstrueret i 1760 for at forsyne Izjevsks industri med vand. Siden 1978 er det blevet beskyttet som naturligt monument for Tatarstan. Der er bemærkelsesværdige mineralkilder i Izh-dalen. Izjevsk og Agryz er to af byerne langs flodbredden.
56°02′15″N 52°54′04″Ø / 56.0375°N 52.9011°Ø